# Ranchi (stad)
Ranchi (Hindi: राँची) is een stad in het noordoosten van India en de hoofdstad van de deelstaat Jharkhand. Het is tevens het bestuurscentrum van het gelijknamige district Ranchi. In 2001 had de stad 846.454 inwoners. Ranchi ligt op 620 meter hoogte.
Tot 15 november 2000 behoorde Jharkhand, en daarmee ook Ranchi, tot de staat Bihar. Door de stad stroomt de rivier de Subarnarekha.

## Bezienswaardigheden
- Jagannath Mandir, hindoe tempel
- Pahari Mandir, hindoe tempel
- St Mary's Cathedral, Rooms-Katholieke kerk
- Gossner Evangelical Lutheran Church, protestantse kerk
- Ranchi State Museum
- Ratu Mahal, paleis in Ratu

## Geboren
- Patrick Reid (1910-1990), Brits officier en schrijver